# Saint-Denis-en-Margeride
 Saint-Denis-en-Margeride  es una población y comuna francesa, situada en la región de Languedoc-Rosellón, departamento de Lozère, en el distrito de Mende y cantón de Saint-Amans.

## Demografía
| 404 | 375 | 326 | 284 | 254 | 207 |
| Para los censos de 1962 a 1999 la población legal corresponde a la población sin duplicidades (Fuente: INSEE [Consultar]) |     |     |     |     |     |